# Siège de Faucogney (1674)
Guerre de Hollande
Batailles
- Groenlo (06-1672)
- Solebay (06-1672)
- Coevorden (06-1672)
- Nimègue(07-1672)
- Groningue (07-1672)
- Saint-Lothain (02-1673)
- Schooneveld (1re) (06-1673)
- Maastricht (06-1673)
- Schooneveld (2de) (06-1673)
- Texel (08-1673)
- Bonn (11-1673)
- Arcey (01-1674)
- Pesmes (02-1674)
- Gray (02-1674)
- Scey-sur-Saône (03-1674)
- Chariez (03-1674)
- Vesoul (03-1674)
- Arbois (03-1674)
- Orgelet (03-1674)
- Besançon (04-1674)
- Dole (05-1674)
- Sinsheim (06-1674)
- Salins (06-1674)
- Belle-Île (06-1674)
- Lure (07-1674)
- Faucogney (07-1674)
- Sainte-Anne (07-1674)
- Fort-Royal (07-1674)
- Seneffe (08-1674)
- Entzheim (10-1674)
- Mulhouse (12-1674)
- Turckheim (01-1675)
- Stromboli (02-1675)
- Fehrbellin (06-1675)
- Salzbach (07-1675)
- Consarbrück (08-1675)
- Altenheim (08-1675)
- Alicudi (01-1676)
- Agosta (04-1676)
- Philippsburg (05-1676)
- Palerme (06-1676)
- Maastricht (07-1676)
- Valenciennes (11-1676)
- Tobago (03-1677)
- Saint-Omer (03-1677)
- Cambrai (03-1677)
- La Peene (Cassel) (04-1677)
- Ypres (03-1678)
- Rheinfelden (07-1678)
- Saint-Denis (08-1678)

Le siège de Faucogney de 1674 est une bataille de la seconde conquête de la Franche-Comté que subit la cité de Faucogney, dans le comté de Bourgogne (Franche-Comté), les 3 et 4 juillet 1674. Il oppose les Français aux Espagnols auxquels la ville appartient. Ce siège est célèbre et surtout symbolique, car Faucogney est alors la dernière cité comtoise à tomber au cours de cette conquête définitive de la Franche-Comté. Ce siège est également resté dans les mémoires pour la combativité exceptionnelle des défenseurs pourtant largement en sous-nombre,.

## Contexte
L'événement se déroule à la fin de l'épisode comtois de la guerre de Hollande (1672-1678).  
Durant l'hiver 1673-1674, la menace d'une nouvelle invasion française se précise : Louis XIV attaque toute la Franche-Comté, alors sous domination espagnole. Les Français, en très large supériorité numérique, ont pris, durant l'hiver et le printemps, les principales villes du comté de Bourgogne : Pesmes, Saint-Loup, Lons le Saunier, Vesoul, et Gray. Après les prises déterminantes de Besançon et de Salins, dès le début de l'été, les jeux sont faits pour les Espagnols.  
Il reste aux Français, en ce mois de juillet, trois villes à prendre. Luxeuil tombe sans coup férir le  1er juillet. Deux jours après, Lure capitule après 3 jours de siège et 6 heures de pilonnage d'artillerie.   
Le 3 juillet, Faucogney est l'ultime cité comtoise et espagnole encore debout, en dehors du château de Sainte-Anne et du fort de Joux. Elle est commandée par l'Italien Francisco de Ravira, sergent-major dans l'armée espagnole. Il a sous ses ordres une compagnie de 50 soldats espagnols. Se trouve présent aussi le défenseur de Vesoul, le capitaine de Macon d'Esboz, à la tête d'une compagnie de miliciens. Enfin, le père Charles-Eugène Schmidt, commandant de l'artillerie au siège de Besançon, réussit à quitter la ville pour continuer la résistance contre les Français à Faucogney et y assure la même fonction. C'est lui qui galvanise le moral des habitants et les pousse à résister.  
L'armée française, forte de 1 400 hommes, est commandée par le Champenois Louis III de Clermont d'Amboise, marquis de Renel. Lorsque la cité de Faucogney apprend que les Français vont arriver, la ville décide quasiment à l'unanimité de résister, et toute la population se met aux travaux de fortifications des remparts. Les fossés sont alors remplis d'eau et les murailles consolidées.

## Déroulement

### Premier jour
Entre 9 heures et 10 heures du matin le 3 juillet, les Français arrivent devant la cité, pavoisée de rouge, couleur du drapeau du comté de Bourgogne de l'époque (croix de Bourgogne). Les miliciens veulent immédiatement tenter une sortie contre eux, mais leur commandant les en empêche. Les Français approchent aussitôt des remparts, mais sont repoussés par un feu nourri de mousquets et se retirent avec de nombreuses pertes, dont l'officier qui commandait l'attaque. Juste après, une trompette française est envoyée au devant de la ville et somme son gouverneur de capituler, mais ce dernier répond « qu'il est résolu à mourir pour le Roy à l'exemple de ceux d'Arcey, plutôt que de tomber aux mains des Français ».
Les Français se disposent alors autour de la cité et l'encerclent entièrement. L'artillerie placée aux abords du Breuchin, au sud-ouest de la ville, commence à faire feu à midi ; les tirs dureront jusqu’au lendemain. Les assiégés tirent en riposte depuis le haut des remparts. Pendant la nuit qui suit, les assiégés réparent les dégâts de la journée.  

### Second jour
Le lendemain, au cours de la matinée, une brèche est alors faite dans les murs. Cependant, les Français continuent le tir, car les fossés qui les séparent de la ville ne sont pas encore comblés. En fin de matinée, le marquis somme à nouveau la ville de se rendre, mais la population est toujours décidée à combattre. À 11 heures, c'est l'assaut. Péniblement, les Français passent les deux fossés, dont l'un n'est pas complètement comblé. S'ils sont dans un premier temps refoulés avec des pertes élevées, ils pénètrent ensuite dans la ville, par la brèche, mais découvrent, derrière cette dernière, une palissade en bois solidement défendue par Macon d'Esboz, qui y sera grièvement blessé. Arrêtés dans leur axe de progression, les assaillants la contournent alors en passant par une maison adjacente et se répandent dans la ville en y mettant le feu. L'incendie sème alors l'épouvante chez les défenseurs, qui abandonnent progressivement leurs postes et fuient vers le château. Les miliciens demandent à Ravira d'envoyer tous les hommes disponibles situés dans le château, pour renforcer le front dans la ville. Il refuse plusieurs fois, puis sous la pression, envoie finalement 12 hommes sur les 40 qui lui restaient. Ce renfort trop léger et surtout trop tardif n'aura pas d'incidence. Dans l'église, des femmes sont agressées et violées, et l'édifice est dévalisé. Dans le reste de la ville, de nombreux civils sont tués, dont des vieillards. Une épaisse fumée se répand partout. Il n'est plus possible de distinguer quoi que ce soit dans la ville. 
Le commandant de Ravira, n'ayant plus d'informations sur les combats, ni de prise sur ses hommes, capitule depuis son château. Les combattants furent autorisés à sortir avec armes et bagages. 

## Conséquences
Au lendemain de la bataille, le capitaine de Macon d'Esboz écrit : " Si mes braves gentilshommes et moi avions été un peu secourus, notre malheureux bailliage serait encore entre les mains de notre prince, mais la trahison a eu la victoire plus que les armes." 
La campagne comtoise de la guerre de Hollande est désormais quasiment terminée ; ce même jour, le 4 juillet, le château de Joux, où s'était réfugié le gouverneur du comté, Don Fransisco Gonzalès d'Alvelda, capitule également. Le dernier coup de mousquet du conflit sera donné au château de Sainte-Anne, quelques jours plus tard, le 10 juillet. Le comté de Bourgogne devient définitivement français sous le nom de Franche-Comté. Les Comtois, rendus amers par la défaite, ne se sont pas sentis soutenus par Madrid. Faucogney ne se remettra jamais totalement de ce siège. Le père Schmidt, qui avait encouragé les habitants à se défendre, est envoyé à la Bastille jusqu'au traité de Nimègue.
L'écrivain Aristide Déy dira de Faucogney qu'elle fut la dernière, sur la brèche faite à ses remparts, à défendre l'indépendance du comté.

## Anecdote
Dans le village de Faucogney aujourd'hui, on peut toujours voir l'endroit où les Français ont percé une brèche : une rue située sur son emplacement a pris sa place. Une plaque apposée sur un mur rappelle les événements.

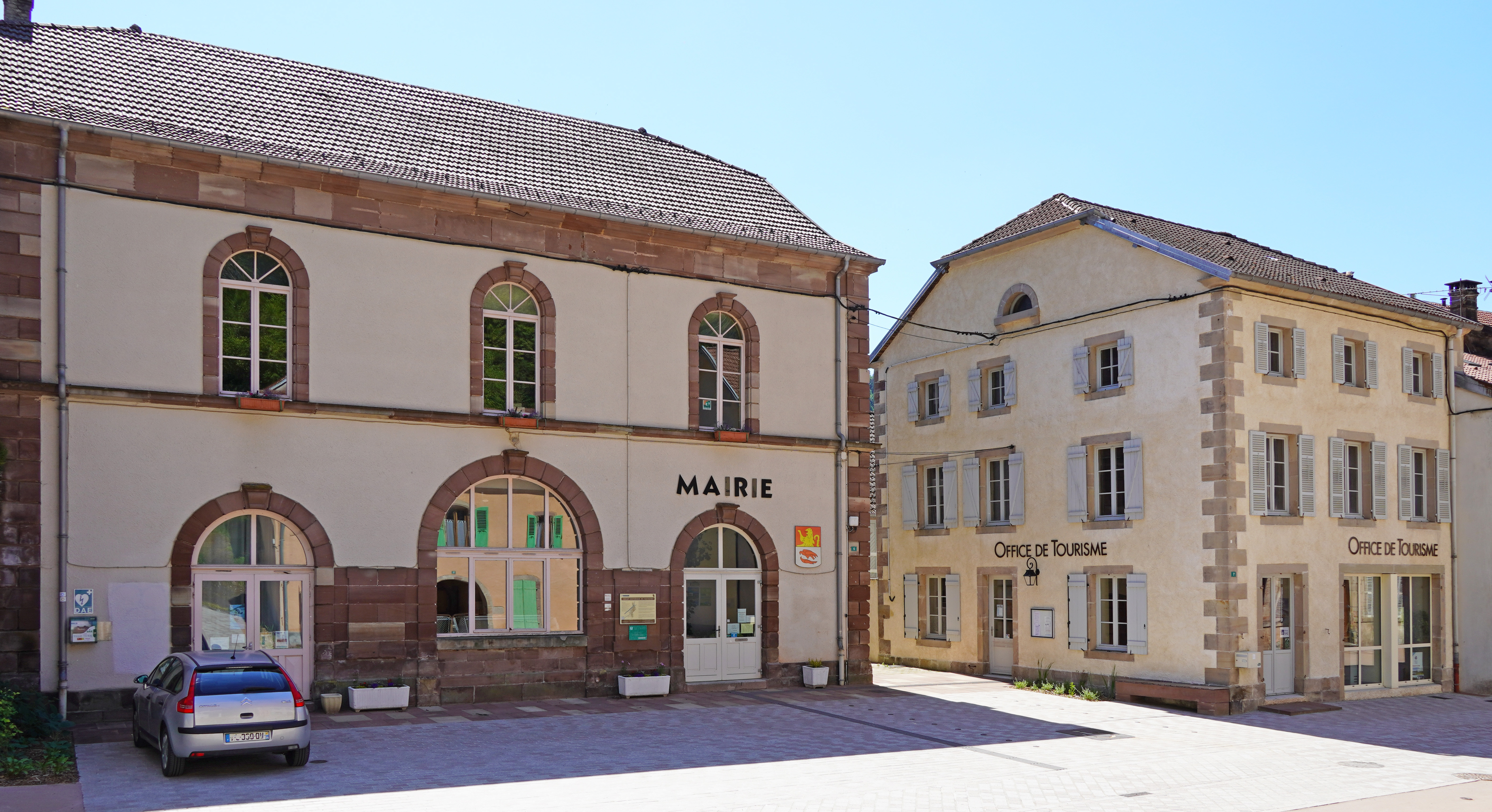
Le passage de "la brèche" situé de nos jours entre la mairie et l'office du tourisme